# Клемен Лаврич
Клемен Лаврич (словен. Klemen Lavrič; нар. 12 червня 1981, Трбовлє) — словенський футболіст, що грав на позиції нападника.
Виступав, зокрема, за клуби «Хайдук» (Спліт) та «Дуйсбург», а також національну збірну Словенії.

## Клубна кар'єра
Народився 12 червня 1981 року в місті Трбовлє. Вихованець футбольної школи клубу «Рудар» (Трбовлє).
У дорослому футболі дебютував 1998 року виступами за команду клубу «Рудар» (Веленє), в якій провів чотири сезони, взявши участь у 91 матчі чемпіонату.
Своєю грою за цю команду привернув увагу представників тренерського штабу клубу «Хайдук» (Спліт), до складу якого приєднався 2002 року. Відіграв за сплітську команду наступні два сезони своєї ігрової кар'єри.
Згодом з 2004 по 2005 рік грав у складі команд клубів «Інтер» (Запрешич) та «Динамо» (Дрезден).
У 2005 році уклав контракт з клубом «Дуйсбург», у складі якого провів наступні три роки своєї кар'єри гравця. Більшість часу, проведеного у складі «Дуйсбурга», був основним гравцем атакувальної ланки команди.
Протягом 2008—2012 років захищав кольори клубів «Омія Ардія», «Штурм» (Грац), «Санкт-Галлен» та «Карлсруе СК».
Завершив професійну ігрову кар'єру у клубі «Капфенберг», за команду якого виступав протягом 2013—2014 років.

## Виступи за збірну
У 2004 році дебютував в офіційних матчах у складі національної збірної Словенії. Протягом кар'єри у національній команді, яка тривала 5 років, провів у формі головної команди країни 25 матчів, забивши 6 голів.

## Титули і досягнення
- Володар Кубка Австрії (1):

«Штурм»: 2009-10